# おひつじ座AN星
おひつじ座AN星（おひつじざANせい、AN Arietis、AN Ari）は、おひつじ座の脈動変光星。

## 特徴
おひつじ座AN星は、1999年の第74次特別変光星名一覧で、正式に変光星として登録された。当初は、ゆっくり変光する晩期型の不規則変光星、LB型ではないかとされたが、その後半規則型変光星の一種であるSRS型に分類しなおされている。SRS型は、2001年に発行された変光星総合カタログの第76次変光星名一覧で、半規則型変光星の新たな細分類として加わった型で、変光周期が数日から1ヶ月程度と短い赤色巨星が分類される。変光周期は一通りではなく、変光幅は概ね0.3等未満とされる。おひつじ座AN星は、変光周期が26.4日で、9.10等から9.42等の間で変光するとされる。

## 名称
「おひつじ座AN星」という名称は、変光星の命名規則に従って付与されたもので、おひつじ座で番67番目の変光星であることを意味する。